# Asya Branch
Pour les articles homonymes, voir Branch.
Asya Danielle Branch, née le 5 mai 1998 à Booneville dans l'État du Mississippi, est une reine de beauté américaine, couronnée Miss USA 2020.
Elle est la première Miss Mississippi USA à avoir remporté l'élection nationale Miss USA.

## Biographie

### Concours de beauté
En tant que Miss Mississippi USA, Branch a eu l'occasion de représenter le Mississippi à Miss USA 2020, devenant ainsi la première femme afro-américaine à être couronnée Miss Mississippi USA. Initialement prévue pour le printemps 2020, la compétition a été reportée en raison de la pandémie du COVID-19, et s'est tenue plus tard le 9 novembre 2020 à Graceland à Memphis, Tennessee. Elle a concouru en finale et a atteint les demi-finales dans l'État pour la première fois depuis 2010, où elle a été couronnée par la tenante du titre sortante Cheslie Kryst, battant la première dauphine Kim Layne de l'Idaho. À la suite de sa victoire, Branch est la première femme de son État à être couronnée Miss USA.
Auparavant, Branch a été couronnée Miss Mississippi 2018 et a concouru à Miss America 2019 où elle n'a pas été classée. Elle a terminé 2e dauphine du prix de la "Qualité De Vie" au concours[Lequel ?].
Grâce à son titre de Miss USA 2020, Asya Branch représente son pays au concours Miss Univers 2020, le 16 mai 2021, au Seminole Hard Rock Hotel de Hollywood où elle se classe dans le Top 21.